# Електричний потік
Електричний потік (Electric Flux) — потік вектора електричної індукції ({\displaystyle \mathbf {D} }) через поверхню {\displaystyle S} (не обов'язково замкнуту).
Відомо, що напруженість електричного поля {\displaystyle E} залежить від властивостей фізичного середовища, в якому діє електричне поле ({\displaystyle \epsilon }). Тому для повної характеристики електричного поля вводиться фізична величина, котра має назву електричної індукції (або електричного зміщення).
У випадку слабких електричних полів, відсутності анізотропії та дисперсії, вектор електричної індукції та напруженість електричного поля зв'язані формулою:
{\displaystyle D=\epsilon \epsilon _{0}E},
де {\displaystyle \epsilon _{0}}- діелектрична стала. Очевидно, що електрична індукція є векторна величина, що не залежить від властивостей середовища (оскільки останні просто входять в неї):
{\displaystyle \mathbf {D} =\epsilon \epsilon _{0}\mathbf {E} }.
Електричний потік вектора електричної індукції {\displaystyle \mathbf {D} } через довільну поверхню {\displaystyle S} в певній точці визначається через одиничний вектор нормалі {\displaystyle \mathbf {n} } до цієї поверхні в цій точці:
{\displaystyle \Phi _{E}=(\mathbf {D} ,\mathbf {n} )S=D\cdot S_{n}}
Звичайно, ця формула справедлива у випадку плоскої поверхні {\displaystyle S}. В загальному випадку довільної поверхні необхідно брати інтегральний вираз для потоку вектора електричної індукції:
{\displaystyle \Phi _{E}=\int _{S}^{}D\,dS_{n}}.